# Чокнутый (мультсериал)
«Чо́кнутый» (англ. Bonkers) — диснеевский мультсериал про рысь-полицейского. Сериал был создан телестудией Уолта Диснея и был показан в США с 28 февраля 1993 по 23 февраля 1994 года на The Disney Channel в рамках программы «Disney Afternoon».

## Сюжет
Антропоморфный рыжий рысь Чокнутый Рыжая Рысь (Bonkers D. Bobcat) — популярная мультяшная кинозвезда. Согласно легенде мира «Чокнутого», он снимался в мультсериале «He’s Bonkers». Но вскоре он вместе со своими коллегами-мультяшками попадает под сокращение и его увольняют из студии. Сидя в парке и размышляя о том, как жить дальше, Чокнутый случайным образом (даже не соображая, что он делает) спасает Дональда Дака от грабителя, за что получает от шефа полиции личную благодарность, а заодно и предложение пойти на работу в полицию.
Чокнутый соглашается и таким образом попадает стажёром к детективу Счастливчику Пикелю, мрачному, сварливому и всецело преданному своей работе человеку, а заодно и недолюбливающего мультяшек. На протяжении всего сериала оба работали вместе, раскрывая преступления в Голливуде, штат Калифорния.
После нескольких лет работы с Чокнутым Пикеля перевели в Вашингтон, округ Колумбия, работать в ФБР. Чокнутому назначили нового напарника, привлекательного сержанта Миранду Райт, которая тоже является человеком, но, в отличие от Счастливчика, она более терпелива и снисходительна к проделкам Чокнутого.

## Производство
Вопреки распространённому мнению, «Чокнутый» не задумывался первоначально как анимационная версия фильма «Кто подставил кролика Роджера», однако был им вдохновлён. Как и в «Кролике Роджере», в основе «Чокнутого» лежит идея мира, где мультяшки и люди живут вместе, однако, в отличие от первого, второй полностью анимирован и не содержит вставок с непосредственной игрой живых актёров.
Изначально Чокнутый был персонажем созданного Ларри Лэтэмом короткометражного мультсериала «He’s Bonkers!», который был частью непродолжительного анимационного шоу «Натуральная мультяшность» (1992). Изначально Чокнутый не должен был присутствовать в этом шоу и задумывался именно как персонаж основного мультсериала, чьим рабочим названием как раз было «He’s Bonkers!». Но потом было решено использовать его в шоу, а короткометражки с его участием — как своеобразную предысторию будущего мультсериала.
Для создания мультсериала пригласили молодого аниматора Дуэйна Капицци (это была его первая работа в качестве продюсера) и ветерана мультипликации Роберта Хэткока. Их команде было поручено изготовить по меньшей мере 65 получасовых серий (в то время это была продолжительность стандартного сезона на телевидении в США для синдикации). В этих сериях Чокнутый был полицейским, напарницей его была Миранда Райт, и никакого объяснения тому, как Чокнутый попал в полицию Голливуда, не было дано. Над этими сериями работал также Грег Вайсман (сопродюсер другого мультсериала «Disney» — «Гаргульи»), поэтому отношения Чокнутого с Мирандой получились в стиле «больше чем друзья» (как у Голиафа с Элизой Маза). 
С 28 февраля по 6 июня 1993 года прошёл предварительный показ первых 9 серий, которыми студия оказалась не очень впечатлена (по их мнению, проблемы крылись в сценарии, а Капицци считал, что дело в некачественной анимации). В итоге команда Капицци была отстранена от работы над мультсериалом, а 9 показанных серий были отложены в архив, куда также легли ещё 10 серий, которые команда Капицци успела к тому моменту сделать. На смену Капицци пришёл Роберт Тейлор, который отказался от старого замысла мультсериала и предложил сценарий, где напарником Чокнутого является Счастливчик Пикель, а сам сюжет раскрывает, как Чокнутый из актёра стал полицейским. Было также решено, что серии с Мирандой во время официальной трансляции будут показаны позже серий со Счастливчиком, и что последние таким образом по времени будут разворачиваться до событий первых. Так было изготовлено ещё 42 серии, последняя из которых «New Partners on the Block» (в русском дубляже «Френк-бомбометатель»), стала связкой между сериями «эпоха Счастливчика» и сериями «эпоха Миранды».
Несколько короткометражек «He’s Bonkers!» из «Натуральная мультяшность» были вставлены в мультсериал в качестве фильмов, в которых Чокнутый по сюжету снимался в период его работы на студии «Wackytoons». Другие короткометражки были скомпонованы воедино в качестве четырёх полноценных серий (чтобы уложиться в хронометраж, были изготовлены ещё четыре короткометражки, которые были созданы специально для мультсериала и не демонстрировались в «Натуральная мультяшность»).
Помимо сюжета, серии Капицци отличаются от серий Тейлора также внешним обликом Чокнутого. В сериях Капицци облик Чокнутого целиком был взят из «Натуральная мультяшность», в то время как в сериях Тейлора  облик Чокнутого по больше части оригинален. В первых сериях Тейлора разница в облике была частична обыграна в сцене, где Чокнутый гримируется для съёмок, тем самым объясняя зрителю, что облик Чокнутого в «Натуральная мультяшность» был всего лишь его киношным образом.

## Персонажи

### Мультяшки
- Чокнутый (англ. Bonkers D. Bobcat) — антропоморфная рыжая рысь, бывшая телезвезда, ныне полицейский. Озвучивает Джим Каммингс.
- Шалтай (англ. Fall-Apart Rabbit) — жёлтый кролик, неуклюжий друг Чокнутого, постоянно рассыпающийся на части. Появляется только в «сериях со Счастливчиком». Озвучивает Фрэнк Уэлкер.
- Гудик (англ. Toots) — мультяшный гудок, домашний зверёк Чокнутого. Озвучивает Фрэнк Уэлкер.
- Мигалка (англ. Light) — мультяшная полицейская сирена и по совместительству массовик-затейник. Озвучивает Чарли Адлер[англ.].
- Оленёнок (англ. Fawn Deer) — девушка-оленёнок, коллега Чокнутого по «Raw Toonage» и объект его обожания. Озвучивает Нэнси Картрайт.
- Нервный (англ. Jitters A. Dog) — пёс с французским акцентом, также партнёр Чокнутого по «Raw Toonage» и, впоследствии, «лучший друг», хотя сам Нервный в этом сомневается. Озвучивает Джефф Беннетт.
- Ворчун Грозный (англ. Grumbles Grizzly) — гризли, в «Raw Toonage» играл роль сурового начальника Чокнутого. Иногда появляется в «сериях с Мирандой», часто демонстрировал ту же ненависть, что и Френсис Грейтинг. Озвучивает Роджер Бампасс.
- Родерик Ящерица (англ. Roderick Lizzard) — жёлтая игуана с манерами британского аристократа, партнёр Чокнутого по «Raw Toonage». Иногда появляется в «сериях с Мирандой». Озвучивает Джефф Беннетт.
- Коллекционер (англ. The Collector) — злодей из пилотной серии («Going Bonkers»), а следовательно, первый преступник, с которым Чокнутому приходится столкнуться. Выдаёт себя за мультяшку, хотя сам он псих-человек. Озвучивает Майкл Белл[англ.].
- Мистер Дудлиз (англ. Mr. Doodles) — прихвостень Коллекционера. Озвучивает Джефф Беннетт.
- Аль Червино (англ. Al Vermin) — гигантский таракан, враг Чокнутого из «серий с Мирандой». Озвучивает Роберт Риджли[англ.].
- Слон Хлоп (англ. Flaps the Elephant) — большой слон с маленькими ушами, ещё один преступник из «серий с Мирандой». Озвучивает Джо Аласки.

В сериале в эпизодических ролях встречаются также Гуфи, Дональд Дак, Чёрный Плащ, Микки Маус, Дамбо, Марсупилами, Людвиг фон Дрейк, Леди и Бродяга.

### Люди

#### Серии со Счастливчиком
- Счастливчик Пи́кель (англ. Lucky Piquel) — напарник Чокнутого из «серий со Счастливчиком». Озвучивает Джим Каммингс.
- Леонард Канифки (англ. Police Chief Leonard Kanifky) — рассеянный начальник полиции, явно страдающий старческим слабоумием. Однако, он три раза появлялся в сериях с Мирандой. Озвучивает Эрл Боэн.
- Мерилин Пикель (англ. Marilyn Piquel) — десятилетняя дочь Счастливчика. Озвучивает Шерри Линн[англ.].
- Диландра «Дил» Пикель (англ. Dilandra "Dyl" Piquel) — жена Счастливчика. Озвучивает Эйприл Уинчелл.

#### Серии с Мирандой
- Миранда Райт (англ. Miranda Wright) — напарница Чокнутого из «серий с Мирандой». Озвучивает Карла Де Вито.
- Сержант Фрэнсис Грейтинг (англ. Sergeant Francis Q. Grating) — начальник Чокнутого и Миранды. Крайне нетерпеливый и жёсткий. Ненавидит Чокнутого и мультяшек ещё сильнее, чем Пикель. Озвучивает Рон Перлман.
- Мадам Лили (англ. Lilith DuPrave) — враг Чокнутого, владелица типографии, где помимо газет она печатает фальшивые банкноты. Озвучивает Айлин Бреннан.
- Арнольд (англ. Mr. Blackenblue) — телохранитель Мадам Лили. Озвучивает Морис Ламарш.

## Список серий
| Сезоны   | Эпизоды | Первоначально в эфире | Первоначально в эфире |
| Сезоны   | Эпизоды | Первый эфир           | Последний эфир        |
| -------- | ------- | --------------------- | --------------------- |
| 1        | 9       | 28 февраля 1993 г.    | 6 июня 1993 г.        |
| 2        | 21      | 4 сентября 1993 г.    | 1 октября 1993 г.     |
| 3        | 11      | 4 октября 1993 г.     | 29 октября 1993 г.    |
| 4        | 20      | 1 ноября 1993 г.      | 23 февраля 1994 г.    |
| Сборники | 4       | 30 сентября 1993 г.   | 24 ноября 1993 г.     |

### Сами серии[3]
| # Показа в США | Русское название                        | Оригинальное название              | Сюжет | Трансляции в США                                                    |
| -------------- | --------------------------------------- | ---------------------------------- | --- | ------------------------------------------------------------------- |
| 1-2            | Чокнутый появляется.                    | Going Bonkers                      | Звезда мультфильмов Чокнутый Д. Рысь оказывается без работы, когда рейтинг его сериала резко падает. Он случайно спасает Дональда Дака от грабителя и производит впечатление на Шефа Канифки, который зачисляет Чокнутого в свежесформированную Мульт-Дивизию полиции Голливуда. В напарники Чокнутому назначают Счастливчика Пикела, угрюмого неповоротливого мужчину, который недолюбливает мультяшек и совсем не рад такому партнёрству. Их первое совместное задание - расследовать исчезновение актёра-мультяшки Медведя Буббы.                                                                             | 4 сентября 1993                                                     |
| 1-2            | Чокнутый исчезает                       | Going Bonkers                      | Дело Медведя Буббы так и не раскрыто. Более того, теперь пропали Кролик Шалтай и остальные мультяшки со студии "Психомульт". Счастливчик не желает прислушиваться к догадкам Чокнутого, которые кажутся ему абсурдными, но когда Рысь попадает в ту же ловушку, что и другие мультяшки, Пикел понимает, что напарник был прав. Теперь Счастливчику предстоит спасти Чокнутого и его друзей из лап Коллекционера - психа, похищающего мультяшек для своей частной коллекции. | 4 сентября 1993                                                     |
| 3              | Всё дело в кошельке                     | In the Bag                         | Кто-то обворовал Шляпного Болванщика и Мартовского Зайца. Счастливчику, который готовится к аттестации, совсем не охота расследовать дело о пропавших чашках и чайных ложках, но волна ограблений проносится по всему городу, и одними столовыми приборами дело уже не ограничивается. | 6 сентября 1993                                                     |
| 4              | Не видеть и не слышать Чокнутого        | Hear No Bonkers, See No Bonkers    | Два жулика продают опасное вещество под видом дешёвой пены для ванны. Эта пена делает мультяшек невидимыми, и жулики планируют вымогать деньги за противоядие. Тем временем Счастливчика случайно увольняют из полиции по вине Чокнутого, а сам Чокнутый попадает под действие пены. Как напарникам поймать преступников, когда один невидимый, а второй больше не полицейский? | 7 сентября 1993                                                     |
| 5              | Будьте здоровы                          | Out of Sight, Out of Toon          | Счастливчик заражается от Чокнутого мультяшным гриппом и превращается в мультяшку размером с червячка. Если Чокнутый и Шалтай не найдут лекарство за три дня, Счастливчик останется в таком состоянии навсегда! | 8 сентября 1993                                                     |
| 6              | Игрушки бывают тёплыми?                 | Is Toon Fur Really Warm?           | Скунс Сканки пропал прямо во время телешоу. Мерилин очень расстроилась, ведь она хотела пригласить своего любимого ведущего на день рождения в качестве особого гостя. Счастливчик и Чокнутый начинают поиски, в процессе которых появляется предположение, что Сканки находится в бегах после убийства. | 9 сентября 1993                                                     |
| 7              | Вызываю все машины                      | Calling all Cars                   | Мультяшная грузовик-тягач Мамаша Паркер ворует детали из полицейского гаража ради собственного тюнинга. | 10 сентября 1993                                                    |
| 8              | Шалтай-сапёр                            | Fall-Apart Bomb Squad              | Сумасшедший мультяшный бомба подрывает себя в местах большого скопления людей. Для его отлова и обезвреживания Мульт-Дивизия нанимает Шалтая в качестве сапёра, благо он может разваливаться на кусочки без вреда для здоровья. Но есть у кролика один недостаток: невероятная тупость. | 13 сентября 1993                                                    |
| 9              | Тэдди                                   | In Toons we Trust                  | Кто-то ограбил ювелирный магазин. На месте преступления Счастливчик обнаруживает Крошку Хьюберта, гигантского цыплёнка-несмышлёныша, арестовывает его и радуется, что дело закрыто. Чокнутый пытается убедить Пикела, что Хьюби невиновен, но обстоятельства складываются так, что Счастливчик и собственного напарника начинает подозревать в причастности к кражам. | 14 сентября 1993                                                    |
| 10             | Никогда не плачь, поросёнок             | Never Cry Pig                      | Три поросёнка обвиняют волка в сдувании их домов. Но в жизни всё не так, как в сказке: волк оказывается не таким уж и плохим, а свиньи - отнюдь не беспомощными жертвами. | 15 сентября 1993                                                    |
| 11             | Хомяк-друг человека                     | Hamster Houseguest                 | Большого хомяка по кличке Малыш преследует маленький мышонок Здоровяк, и он укрывается в доме у Счастливчика. | 16 сентября 1993                                                    |
| 12             | Волк в овечьей шкуре                    | The Cheap Sheep Sweep              | Волк похищает мультяшек и использует их как набивку для игрушечных овец. Во время расследования Чокнутый попадает к нему в плен. | 17 сентября 1993                                                    |
| 13             | Властелин времени                       | The Day the Toon Stood Still       | Старца Тиктака, контролирующего ход мультяшного времени, выводит из себя неблагодарность мультяшек, и он искажает время, нарушая их привычный ритм жизни. | 20 сентября 1993                                                    |
| 14             | Будет ли прогноз погоды?                | Weather or Not                     | Чокнутый расследует дело о пропаже мультяшек, которые вели прогноз погоды на телевидении. В списке подозреваемых три человека: гримёрша Анита, оператор Сэм и владелец студии Шпиц. | 21 сентября 1993                                                    |
| 15             | Тяжело в учении                         | Basic Spraining                    | Чокнутый настолько достал Счастливчика, что тот готов любыми средствами избавиться от надоедливого напарника. Поэтому-то Пикел так рад получить уведомление о том, что все мультяшки-полицейские обязаны пройти двухнедельные курсы повышения квалификации в Полицейской Академии. От внимания Счастливчика ускользает одна важная деталь: Чокнутый - единственный мультяшка-полицейский в Голливуде! Вся эта Полицейская Академия - одна большая ловушка для Чокнутого, потому что есть человек, желающий избавиться от него даже больше, чем Счастливчик.                                                      | 22 сентября 1993                                                    |
| 16             | Педагогическая поэма                    | Once in a Blue Toon                | Чокнутый и Счастливчик участвуют в программе перевоспитания преступников. Их первое задание: отучить мохнатого мультяшного монстра по кличке Саранча пожирать всё подряд. | 23 сентября 1993                                                    |
| 17             | Мультилунатик                           | Luna-Toons                         | Группа инопланетян собирается захватить Землю и отправляет на разведку молодого курсанта Кварка. Но люди считают мохнатого зелёного пришельца обычным мультяшкой и не принимают его угрозы всерьёз. Да и сам Кварк, познакомившись и подружившись с Чокнутым, меняет своё отношение к землянам и даже пытается отговорить инопланетян от вторжения. | 24 сентября 1993                                                    |
| 18             | Время расплаты                          | Time Wounds All Heels              | Макс Хрипун, которого Счастливчик упрятал за решётку двадцать лет назад, выходит из тюрьмы и сообщает Пикелу, что собирается расплатиться с ним. Счастливчик пытается всячески избежать неприятной встречи. | 27 сентября 1993                                                    |
| 19             | Новые охотники за привидениями          | Poltertoon                         | Похоже, в доме Пикелов завёлся полтергейст, а точнее, полтермульт. Лучшие охотники за привидениями в мире, то бишь Чокнутый и Шалтай, берутся выгнать непрошеного гостя, пока не приехал шеф Канифки, который напросился к Пикелам на обед. | 28 сентября 1993                                                    |
| 20             | Секретный рецепт                        | Hand over the Dough                | Счастливчик твёрдо решил сесть на диету, а Чокнутый ненавязчиво дразнит его, поедая аппетитные пирожки и запивая их шоколадными коктейлями. А тут ещё новое задание: расследовать серию взрывов в пекарнях. Поистине огромную силу воли нужно иметь, чтобы устоять перед искушением, когда вокруг столько вкусных пирожных и булочек с изюмом. | 29 сентября 1993                                                    |
| 21             | Лыжный патруль                          | Ski Patrol                         | Чокнутый и Нервный работают водителями "Скорой помощи" на горнолыжном курорте, а Оленёнок выступает в роли медсестры. Грозный сломал ногу, и Чокнутому с Нервным надо доставить его в больницу. | 30 сентября 1993                                                    |
| 21             | Чокнутый в космосе                      | Bonkers in Space                   | Действие происходит в недалёком будущем на космической станции, где Чокнутый и Нервный работают на мойке космических шаттлов, владельцем которой является Грозный. Пока Чокнутый флиртует с Милой, его невезучий напарник улетает в открытый космос. | 30 сентября 1993                                                    |
| 21             | Прыгающая песня                         | The Rubber Room Song               | Это мультипликационный музыкальный видеоклип, представляющий группу The Bully Boys и их коронную песню. | 30 сентября 1993                                                    |
| 21             | Куда пропадают кошки и собаки           | Draining Cats and Dogs             | На этот раз Чокнутый и Нервный работают водопроводчиками; Грозный - их суровый начальник. Приятели спасают Оленёнка, чей дом затопило из-за прорыва трубы. | 30 сентября 1993                                                    |
| 22             | Поющий поросёнок                        | Tune Pig                           | Чокнутый и Счастливчик обнаруживают, что популярный певец Хулио Каламари - мошенник: на концертах он лишь открывает рот, а песни исполняет мультяшный поросёнок Чарли, которого Каламари держит в заключении под своим креслом-троном. Осталось объяснить это Дил, которая как раз получила приглашение на ужин от своего кумира. | 1 октября 1993                                                      |
| 23             | Френк-бомбометатель                     | New Partners on the Block          | Счастливчика считают погибшим во время взрыва, и Чокнутому назначают новую напарницу - Миранду. | 4 октября 1993                                                      |
| 24             | Фальшивомонетчица                       | Witless for the Prosecution        | Миранда ловит Лили ДюПре с поличным, когда та печатает фальшивые деньги в своей типографии. Лили успевает сжечь улики, но Миранда может дать показания против неё в суде. Теперь жизнь Миранды в опасности, поскольку Лили и её телохранитель Душегуб пытаются избавиться от единственного свидетеля. Миранда прячется у Чокнутого. Чокнутый изо всех сил старается угодить напарнице, но... хочет как лучше, а получается как всегда. Тем временем Душегуб в поисках Миранды вламывается в её квартиру и обнаруживает зацепку: фотографию Миранды с Чокнутым...                                                 | 5 октября 1993                                                      |
| 25             | Чокнутый заболел                        | Bobcat Fever                       | Аль Червино обманом заставляет Шерил, мультяшную актрису-микроба, заразить Чокнутого, в то время как она думает, что это просто её роль в новом кино. Миранде и Профессору фон Дрейку нужно остановить Шерил, прежде чем она вызовет необратимые разрушения в мозгу мультяшки. | 21 марта 1993 (Disney Channel) 6 октября 1993 (Disney Afternoon)    |
| 26             | Что читаешь, то и получаешь             | What you Read is What you Get      | Все сенсационные истории про зомби и инопланетян, напечатанные в таблоиде "Всякая ерунда", оказываются правдой. Чокнутый и Миранда скоро выясняют, что Лили ДюПре использует волшебную мультяшную печатную машинку Хилди, чтобы воплощать свои небылицы в жизнь. Лили натравляет на напарников снежных людей, гигантских осьминогов и плотоядных лягушек. | 25 апреля 1993 (Disney Channel) 7 октября 1993 (Disney Afternoon)   |
| 27             | Что тебе снится, Чокнутый               | Do Toons Dream of Animated Sheep?  | Мультяшная овца Барбара отличается от других овец, которых мультяшки считают, чтобы быстрее заснуть. Она осознаёт себя как личность и отказывается прыгать через изгородь ночи напролёт. Барбара хочет жить полноценной жизнью и смотреть сны, как все мультяшки; но поскольку своих снов у неё нет, она ворует их у Чокнутого, лишая его сна, а следовательно, мультяшной энергии. Проектор снов профессора фон Дрейка, вместо того чтобы вытащить Барбару в реальный мир, даёт ей возможность проникнуть в чужие сны. Чокнутый должен придумать способ последовать за овцой и вернуть сны, которые она украла. | 8 октября 1993                                                      |
| 28             | Охотники за брильянтами                 | Trains, Toons and Toon Trains      | Вик Салливан по кличке Молчун - единственный бандит, которому известно местоположение украденных бриллиантов, но полиция не в силах заставить его раскрыть тайну. Пока Миранда с Чокнутым сопровождают его на поезде в тюрьму, мультяшке-полицейскому удаётся разговорить Молчуна и выяснить, куда тот спрятал драгоценности. Теперь двое преступников, вооружённых сывороткой правды и бормашиной, пытаются похитить либо Молчуна, либо Чокнутого, чтобы узнать секрет. | 28 февраля 1993 (Disney Channel) 11 октября 1993 (Disney Afternoon) |
| 29             | Сёстры-соперницы                        | Quibbling Rivalry                  | Сестра Миранды, телерепортёр Ширли, приезжает в Голливуд, чтобы снять репортаж о мультяшках. А поскольку ей нужна сенсация, сюжеты о борьбе Чокнутого с преступностью она преподносит под таким углом, что Чокнутый уже готов уйти из полиции. | 12 октября 1993                                                     |
| 30             | Украденный смех                         | The Toon that Ate Hollywood        | Клоун Мрачный, которому никогда не удавалось рассмешить публику, крадёт новое изобретение фон Дрейка, предназначенное для вытягивания смеха из мультяшек. Конечно, Профессор собирался использовать смеховое ружьё только для того, чтобы освежать чувство юмора мультяшек, а не отбирать его навсегда, но у завистливого клоуна свои планы. Он отнимает у мультяшек смех, превращая их в жалких беспомощных плакс. К счастью, устройство не действует на людей, так что Миранда - единственная надежда мультяшек.                                                                                               | 4 апреля 1993 (Disney Channel) 13 октября 1993 (Disney Afternoon)   |
| 31             | Как стать звездой                       | Springtime for the Iguana          | Родерик Ящерица приложил большие усилия, чтобы получить роль в "настоящем" фильме (с людьми). У его главного соперника, Картофельного Чипса Хрустяшки, меньше таланта, но больше подлости, и Родерик оказывается в тюрьме по обвинению в поджоге. Чокнутый уверен, что его друг невиновен, и пытается найти способ вывести Хрустяшку на чистую воду и восстановить доброе имя Родерика. | 14 октября 1993                                                     |
| 32             | Чокнутый — Дон Жуан                     | Casa-Bonkers                       | Чокнутый встречает свою давнюю пассию Катю, красивую, но коварную кошку. Слон Хлоп нанял её, чтобы она украла у Аль Червино некую редкую вещь. Спасаясь от Аль Червино, Катя просит помощи у Чокнутого. Ослеплённый любовью, Рысь соглашается. Но он не понимает, во что ввязался! | 15 октября 1993                                                     |
| 33             | Чокнутый в Токио                        | Tokyo Bonkers                      | Голливудские полицейские сделали то, чего не удавалось их японским коллегам: они поймали опасного преступника Зи-Бота, мультяшный мозг, обладающий способностью контролировать любые машины и механизмы. Чокнутый и Миранда везут Зи-Бота обратно в Токио, где он ускользает, пока Чокнутый раздаёт автографы поклонникам. Теперь Чокнутому предстоит доказать, что он в большей степени полицейский, чем мульт-звезда, и восстановить свою репутацию, поймав Зи-Бота. | 7 марта 1993 (Disney Channel) 18 октября 1993 (Disney Afternoon)    |
| 34             | Любовь с первого взгляда                | Love Stuck                         | Чокнутый принимает участие в телешоу для людей "Первое свидание" - как он утверждает, чтобы изучить изнутри дело о пропаже нескольких участников передачи. А на самом деле ему просто понравилась Рита, одна из игроков. Кажется, Чокнутому удаётся произвести на девушку впечатление, но ведь она, сидя за ширмой, ещё не знает, что он мультяшка... | 19 октября 1993                                                     |
| 35             | А ты веришь в привидения?               | When the Spirit Moves You          | Глупый Призрак Добби не отличает кино от реальности. Он продолжает безобразничать в старом доме, хотя фильм, в котором он играл, уже давно не снимают. Когда Чокнутый с Мирандой выгоняют его из дома, призрак поселяется в полицейском участке. "Призраколовка" профессора фон Дрейка не помогает. Похоже, только перепостановка старого фильма с участием Добби сможет заставить его уйти. | 11 апреля 1993 (Disney Channel) 20 октября 1993 (Disney Afternoon)  |
| 36             | Волшебная сила воспитания               | Of Mice and Menace                 | Слон Хлоп и трое мультяшных мышей крадут из музея Флаг Дамбо. Убегая от полиции, они решают разделиться, и Хлопа арестовывают, а его сообщники с Флагом оказываются у крыльца дома Чокнутого. Не подозревая об их криминальной натуре, Рысь принимает мышей как домашних животных. | 21 октября 1993                                                     |
| 37             | Хотите стать мультяшкой                 | Toon for a Day                     | Ударившись головой, Сержант Грейтинг начинает считать себя Бобром Бакки. | 6 июня 1993 (Disney Channel) 22 октября 1993 (Disney Afternoon)     |
| 38             | Откуда берутся дети?                    | The Stork Exchange                 | В этой серии мы узнаём, что мультяшных детей производят на фабрике, а родителям их доставляют аисты. Лили ДюПре похищает аистов и использует их для контрабанды оружия. Отказаться они не могут, потому что Лили заминировала их ошейники. Тем временем фабрика детей переполняется новорождёнными. Чокнутый и Нервный берутся исполнить обязанности аистов: они переодеваются в птиц, залезают в дирижабли... и Нервного похищает Лили, чтобы тоже задействовать его в перевозке контрабанды. Чокнутый и Миранда приходят на выручку.                                                                           | 14 марта 1993 (Disney Channel) 25 октября 1993 (Disney Afternoon)   |
| 39             | Звезда Балбеса                          | Dog Day AfterToon                  | Потеряв работу на киностудии, пёс Балбес пошёл грабить банк, а когда полиция попыталась арестовать его, захватил в заложники посетителей, включая Миранду и Сержанта Грейтинга. В переговоры с Балбесом вступает Чокнутый - ведь кто, как не мультяшка, может найти общий язык с другим мультяшкой и нащупать его слабые места? | 26 октября 1993                                                     |
| 40             | Местонахождение наковален               | A Fistful of Anvils                | Чокнутый, которого Миранда попросила посидеть со своим маленьким племянником Тимми, рассказывает малышу легенду о двух храбрых ковбоях, Чипсе [Чокнутом] и Винтовке [Миранде], которые сражались с Аль Червоне [Аль Червино] и его бандой в городке Беззаконие на Диком Западе. | 18 апреля 1993 (Disney Channel) 27 октября 1993 (Disney Afternoon)  |
| 41             | 29-я страница                           | The 29th. Page                     | Аль Червино узнаёт, что ключ к местоположению тайника с сокровищами Варвара Барлоу находится на 29й странице какой-то книги, но какой - неизвестно. Банда насекомых начинает потрошить все печатные издания в Голливуде, будь то художественная литература, сборник кулинарных рецептов или перечень кодировок авиамаршрутов. Пострадал и Чокнутый: у него из блокнота вырвали страницу со стихами, которые он посвятил любимому начальнику. Чокнутый не может этого так оставить и отправляется на поиски банды.                                                                                                | 28 октября 1993                                                     |
| 42             | Тайна тринадцатого павильона            | Cartoon Cornered                   | Бобёр Бакки запирает Сержанта Грейтинга в подсобном помещении на студии Психомульт, чтобы преподать мультяшконенавистнику урок. Выбравшись из подсобки, Грейтинг оказывается среди неприятных декораций студии: морозная ночь, жаркая пустыня, сюрреалистичный Тринадцатый Павильон... Тем временем Вышибала Вайат, заклятый враг сержанта, сбегает из тюрьмы и приезжает на студию, чтобы отомстить Грейтингу. | 29 октября 1993                                                     |
| 43             | Хороший, плохой и Канифки               | The Good, the Bad, and the Kanifky | Мэр Голливуда, недовольный работой Шефа Канифки, понижает его в должности до офицера Мульт-Дивизии. | 1 ноября 1993                                                       |
| 44             | Просто кино!.                           | I Ought to be in Toons             | Микки Мауса похищают и заменяют толстым парнем в дешёвом костюме крысы. Никто не замечает подмены, кроме Чокнутого, который всегда был поклонником Мауса и знает, как выглядит его кумир и как звучит его голос. Счастливчик убеждает напарника, что всё в порядке, и мультяшка-полицейский начинает собственное расследование. | 2 ноября 1993                                                       |
| 45             | Обвиняется мультяшка                    | Frame that Toon                    | Пока Счастливчик расследует ограбление туристов, Чокнутый пытается помочь своему другу, мультяшному саксофону Альту, разыскать пропавшего брата, контрабаса Мака. Оказывается, что два этих дела связаны. | 3 ноября 1993                                                       |
| 46             | Могучий мамонт                          | A Wooley Bully                     | Могучий Мамонт, игравший супергероя в мультфильмах, внезапно осознаёт, что у него нет суперспособностей: его сверхсила, могучее дыхание и лазерные бивни - не более чем спецэффекты. Чувствуя себя оскорблённым, Мамонт уходит со студии и становится преступником. Чокнутому и Счастливчику предстоит защитить директора мультстудии от гнева Могучего Мамонта. | 4 ноября 1993                                                       |
| 47             | Под подозрением                         | Stay Tooned                        | Чокнутый потерял важную улику и подозревает всех подряд в её краже. | 5 ноября 1993                                                       |
| 48             | На войне как на войне                   | Get Me a Pizza                     | Чёрно-белый мультфильм о том, как Чокнутый доставлял пиццу солдатам на поле боя во время Первой Мировой войны. | 10 ноября 1993                                                      |
| 48             | Ах, мультяшка! Мой мультяшка            | Oh Cartoon! My Cartoon             | Чокнутый декламирует пародию на стихотворение Уолта Уитмена "O Captain! My Captain", а описываемые в стихотворении события демонстрирует Шалтай. | 10 ноября 1993                                                      |
| 48             | Приключения с лопаточкой                | Spatula Party                      | Оленёнок попросила Чокнутого одолжить ей лопаточку для торта. В поисках лопаточки Чокнутый оббегает весь район. | 10 ноября 1993                                                      |
| 48             | Шерлок Чокнутый                         | Sheerluck Bonkers                  | Детектив Чокнутый расследует дело о пропаже медальона Принцессы Оленёнка. | 10 ноября 1993                                                      |
| 49             | Разноцветная история.                   | Color me Piquel                    | Двое злобных и от этого выцветших типов похищают мультяшек и пытаются заставить их полинять, дабы вернуть себе яркие цвета. Счастливчику самому придётся стать чуточку мультяшкой, чтобы выручить своего напарника, который попал к ним в лапы. | 11 ноября 1993                                                      |
| 50             | Когда папа занят                        | Stand-In Dad                       | У Счастливчика столько работы, что пришлось нарушить данное дочке обещание сходить с ней в парк аттракционов. Тут Пикелу дают задание подменить комика Эрни (человека в костюме муравья) на представлении. Счастливчик решает сделать Мерилин сюрприз, представ перед ней в облике Эрни, и с разочарованием обнаруживает, что Мерилин с большим удовольствием пойдёт в парк с Эрни, чем с родным папой. | 12 ноября 1993                                                      |
| 51             | Сюрпризы в хлопьях                      | Cereal Surreal                     | На место троих мультяшек, долгое время рекламировавших сухие завтраки, претендует новая троица. Чтобы ускорить процесс увольнения, новые мультяшки обвиняют старых в похищении игрушек из коробок с хлопьями. Директор компании не спешит с выводами и предоставляет полиции право во всём разобраться. | 15 ноября 1993                                                      |
| 52             | Разносчик цветов                        | Petal to the Metal                 | Чокнутый должен в течение пяти минут доставить Оленёнку букет цветов. | 16 ноября 1993                                                      |
| 52             | Если                                    | If                                 | Чокнутый рассказывает свою версию стихотворения Редьярда Киплинга "If", Нервный иллюстрирует. | 16 ноября 1993                                                      |
| 52             | Собачка Ворчуна                         | Dogzapoppin                        | Чокнутый пытается доставить Грозному посылку, но злобная собака не подпускает его к дому. | 16 ноября 1993                                                      |
| 52             | Чокнутый-курьер                         | TrailMix Bonkers                   | Чокнутый на Диком Западе перевозит печатный пресс, за которым охотится бандит Грозный. | 16 ноября 1993                                                      |
| 53             | Привидение                              | The Dimming                        | Счастливчик хочет стать писателем вроде Стивена Кинга. Чокнутый советует ему отправиться за вдохновением в старый отель в горах, а сам посылает в тот же отель Кролика Шалтая, чтобы он изображал там потусторонние явления. Но, похоже, у отеля уже есть свой призрак. | 17 ноября 1993                                                      |
| 54             | Бандит в маске                          | Toon with No Name                  | Чокнутый вспоминает мультфильм, в котором он сыграл роль ковбоя. | 18 ноября 1993                                                      |
| 55             | Как поймать горностая                   | Get Wacky                          | Горностаи, как известно, воруют яйца. А мультяшному горностаю Ваки не простые яйца нужны, а золотые, то бишь яйца Фаберже. | 19 ноября 1993                                                      |
| 56             | Последняя рецензия                      | The Final Review                   | Известному критику Чарльзу Каламбуру кто-то угрожает. | 22 ноября 1993                                                      |
| 57             | В поисках огня                          | Quest for Firewood                 | Действие происходит в доисторические времена. Пещерный Рысь Чокнутый ищет дрова для костра, а изобретатель Нервный помогает ему. | 24 ноября 1993                                                      |
| 57             | В гостях хорошо…                        | Goldjitters And The Three Bobcats  | Пародия на сказку "Маша и три медведя". К Златовласке (в роли которой выступает Нервный) в дом врываются три рыси, съедают кашу, ломают телевизор и продавливают кровать. | 24 ноября 1993                                                      |
| 57             | Бим женится                             | Get Me to the Church on Time       | Нервный женится, Чокнутый выступает его свидетелем на свадьбе. Свадьба через пять минут, церковь на другом конце города, а у друзей нет подходящего транспорта. | 24 ноября 1993                                                      |
| 57             | Праздничный обед                        | Gobble Gobble Bonkers              | Недавно приплывшие из Англии Грозный с дочерью Милой и Родерик с Тортилом собираются отпраздновать первый в истории Америки День Благодарения, для чего им нужна индюшка. Нервный предлагает пилигримам свою лучшую индюшку, не осознавая, что она выступит в качестве обеда, а не гостьи. Чокнутый берётся спасти птицу. | 24 ноября 1993                                                      |
| 58             | Спасите мультфильм                      | Seems Like Old Toons               | Мерилин помогает мультяшкам создать последний мультфильм "старым способом" - когда не мультяшек снимали на камеру, а кадры на бумаге рисовали. | 26 ноября 1993                                                      |
| 59             | Ирония судьбы или ночь перед Рождеством | Miracle in the 34th. Precinc       | Пролетая над Голливудом, Санта Клаус выпадает из саней и от удара теряет память. Его обнаруживает Кролик Шалтай, но не узнаёт, а потому ему и в голову не приходит мысль, что надо кому-то сообщить. Пока Шалтай с Сантой катаются на водных лыжах, эльфы, отчаявшись разыскать Санта Клауса, находят ему замену - Счастливчика. | 27 ноября 1993                                                      |
| 60             | Вернись, малыш!                         | The Comeback Kid                   | Петух Цыпа и бык Тушёнка вовлекают Счастливчика в театральное искусство, и, пока он репетирует монолог Гамлета, идут красть бриллиант. | 29 ноября 1993                                                      |
| 61             | Звезда экрана                           | The Greatest Story Never Told      | Мультяшная камера Зум и микрофон Бум предлагают Счастливчику сняться в телепередаче про полицейских, где выставляют его сначала шутом, а затем преступником. | 7 февраля 1994                                                      |
| 62             | Парк Шалтая (Ничейная земля)            | Fall Apart Land                    | Шалтай хочет построить свой парк аттракционов, а землю под парк покупает у афериста... Мораль: прежде чем что-то подписывать, внимательно читайте контракт. | 9 февраля 1994                                                      |
| 63             | Представь себе                          | Imagine That                       | Карандаш-мультяшка переносит Мерилин в сюрреалистический мультяшный мир. | 14 февраля 1994                                                     |
| 64             | Счастливчики часов не наблюдают         | A Fine Kettle of Toons             | Чокнутый и Счастливчик хотят сделать сюрприз шефу Канифки в честь сорокалетия службы в полиции. Канифки думает, что напарники сбежали с работы по своим делам, и нанимает Шалтая проследить за прогульщиками. | 17 февраля 1994                                                     |
| 65             | Жертва стресса                          | Stressed to Kill                   | Чтобы помочь Счастливчику избавиться от стресса, Профессор фон Дрейк помещает его в изолятор и забывает про него. | 23 февраля 1994                                                     |

## Видеоигры
По мотивам «Чокнутого» было создано три видеоигры: одна для Super Nintendo, одна для Sega Genesis, и одна для Sega Game Gear.
- Bonkers (SNES), выпущена 15 декабря 1994. Жанр: платформер. Чокнутому предстоит встретиться с десятком злодеев, прежде чем он выйдет на главного преступника, похитившего из Голливудского музея мультфильмов самые ценные сокровища мультяшек: Шляпу Волшебника («Фантазия»), Голос Русалочки («Русалочка») и Волшебную Лампу («Аладдин»).
- Bonkers (Sega Genesis), выпущена 1 октября 1995. Четыре независимых аркады по мотивам различных эпизодов мультсериала.
- Bonkers Wax Up! для Sega Game Gear и для варианта домашней игровой приставки Sega Master System. Жанр: платформер. Чокнутый бегает по за́мку, собирает полицейские значки и уничтожает привидений и мумий.